# 圣洛朗代布瓦 (厄尔省)
圣洛朗德布瓦（法語：Saint-Laurent-des-Bois，法語發音：[sɛ̃ loʁɑ̃ de bwa]）是法国厄尔省的一个市镇，属于埃夫勒区。

## 地理
圣洛朗德布瓦（48°50'43"N, 1°19'4"E）面积3.33 平方千米，位于法国诺曼底大区厄尔省，该省份为法国北部内陆省份，北起滨海塞纳省，西接奧恩省和卡爾瓦多斯省，南至厄尔-卢瓦省，东临瓦兹省、瓦兹河谷省和伊夫林省。
与圣洛朗德布瓦接壤的市镇（或旧市镇、城区）包括：尚皮尼-拉菲特莱、布瓦勒鲁瓦、克罗特、厄尔河畔马西伊、利涅罗勒。
圣洛朗德布瓦的时区为UTC+01:00、UTC+02:00（夏令时）。

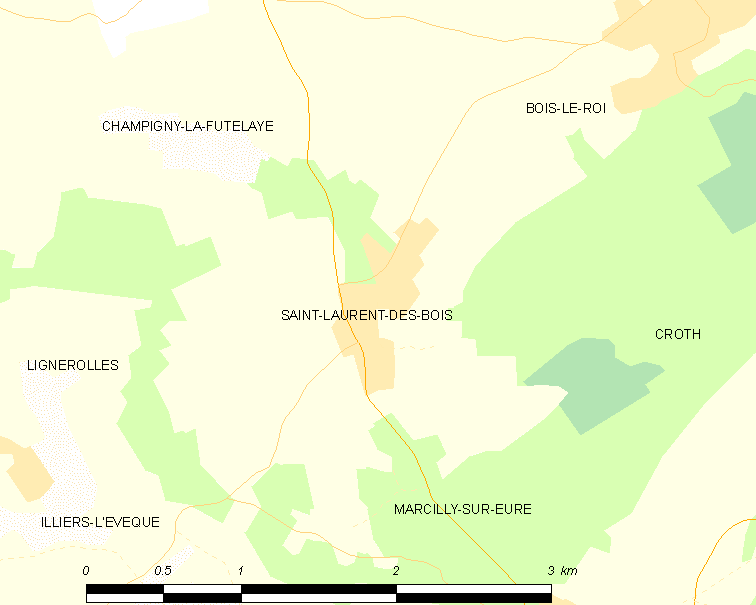
圣洛朗德布瓦的OSM定位图

## 行政
圣洛朗德布瓦的邮政编码为27220，INSEE市镇编码为27555。

## 政治
圣洛朗德布瓦所属的省级选区为圣安德烈德勒尔县。

## 人口

1962-2008年间圣洛朗德布瓦人口变化图示

圣洛朗德布瓦于2022年1月1日时的人口数量为245人。